# Paramount (California)
Paramount è una città della contea di Los Angeles, in California (Stati Uniti).